# Sherfield English
Sherfield English – wieś w Anglii, w hrabstwie Hampshire, w dystrykcie Test Valley. Leży 17 km na południowy zachód od miasta Winchester i 117 km na południowy zachód od Londynu.